# Chromatomyia involucratae
Chromatomyia involucratae är en tvåvingeart som beskrevs av Spencer 1969. Chromatomyia involucratae ingår i släktet Chromatomyia och familjen minerarflugor. Inga underarter finns listade i Catalogue of Life.